# Venoix
Venoix é um bairro no oeste de Caen, no departamento de Calvados. Foi uma comuna francesa independente até 1952, quando se fundiu com Caen. Venoix tem mais de 300 anos. Seus habitantes ainda mantêm hoje um sentimento distintamente específico de viver em Venoix e não em Caen.